# Majikat
Majikat è un album discografico live del cantautore britannico Cat Stevens, registrato nel 1976, ma pubblicato nel 2004.

## Tracce
Tutti i brani sono di Cat Stevens, tranne dove indicato.
1. Wild World – 3:03
2. The Wind – 1:38
3. Moonshadow – 2:43
4. Where Do the Children Play? – 3:20
5. Another Saturday Night (Sam Cooke) – 2:35
6. Hard Headed Woman – 3:54
7. King of Trees – 3:28
8. C79 – 3:08
9. Lady D'Arbanville – 3:47
10. Banapple Gas – 3:08
11. Majik of Majiks – 4:27
12. Tuesday's Dead – 4:06
13. Oh Very Young – 2:24
14. How Can I Tell You – 4:10
15. The Hurt – 4:54
16. Sad Lisa – 3:26
17. Two Fine People – 3:47
18. Fill My Eyes – 3:01
19. Father and Son – 4:10
20. Peace Train – 3:58